# Зябки (Опочецкий район)
Зябки — деревня в Опочецком районе Псковской области России. Входит в состав Звонской волости.
Расположена в 24 км к юго-востоку от города Опочка.
Численность населения по состоянию на 2000 год составляла 12 человек, на 2012 год — 12 человек.